# Eleven Burial Masses
Eleven Burial Masses es un álbum en vivo que recoge en CD+DVD el concierto de la banda de metal Cradle Of Filth celebrado el 14 de abril de 2001 en el Rock City de Nottingham, con una elogiosa escenografía donde interpretaron todos sus éxitos hasta el momento.

## Lista de canciones
Las canciones del CD Eleven Burial Masses de Cradle Of Filth son: 
1. Ceremony Opens
2. Lord Abortion
3. Ebony Dressed For Sunset
4. Forest Whispers My Name
5. Cthulhu Dawn
6. Dusk And Her Embrace
7. Principle Of Evil Made Flesh
8. Cruelty Brought Thee Orchids
9. Her Ghost In The Fog
10. Summer Dying Fast
11. Creatures That Kissed In Cold Mirrors
12. From The Cradle To Enslave
13. Queen Of Winter Throned

### Vídeos
Los vídeos del DVD Eleven Burial Masses de Cradle Of Filth son: 
1. Lord Abortion
2. Ebony Dressed For Sunset
3. Forest Whispers My Name
4. Cthulhu Dawn
5. Dusk And Her Embrace
6. Principle Of Evil Made Flesh
7. Cruelty Brought Thee Orchids
8. Her Ghost In The Fog
9. Summer Dying Fast
10. From The Cradle To Enslave
11. Queen Of Winter Throned